# Campionati europei di concorso completo 1983
I Campionati europei di concorso completo 1983 si sono svolti a Frauenfeld, in Svizzera.

## Podi
| Evento           | Oro            | Argento       | Bronzo            |
| Gara individuale | Rachel Bayliss | Lucinda Green | Christian Persson |
| Gara a squadre   | Svezia         | Regno Unito   | Francia           |

## Medagliere
| Posiz. | Nazione     | Oro | Argento | Bronzo | Totale |
| ------ | ----------- | --- | ------- | ------ | ------ |
| 1      | Regno Unito | 1   | 2       | 0      | 3      |
| 2      | Svezia      | 1   | 0       | 1      | 2      |
| 3      | Francia     | 0   | 0       | 1      | 1      |
| Totale | Totale      | 2   | 2       | 2      | 6      |